# Smelser
Smelser – miasto w Stanach Zjednoczonych, w stanie Wisconsin, w hrabstwie Grant.